# Плезант-Прери (тауншип, Миннесота)
Плезант-Прери (англ. Pleasant Prairie) — тауншип в округе Мартин, Миннесота, США. На 2000 год его население составило 273 человека.

## География
По данным Бюро переписи населения США площадь тауншипа составляет 93,2 км², из которых 92,7 км² занимает суша, а 0,5 км² — вода (0,56 %).

## Демография
По данным переписи населения 2000 года здесь находились 273 человека, 113 домохозяйств и 82 семьи.  Плотность населения —  2,9 чел./км².  На территории тауншипа расположена 121 постройка со средней плотностью 1,3 построек на один квадратный километр. Расовый состав населения: 98,90 % белых, 0,37 % коренных американцев и 0,73 % приходится на две или более других рас. Испанцы или латиноамериканцы любой расы составляли 0,37 % от популяции тауншипа.
Из 113 домохозяйств в 29,2 % воспитывались дети до 18 лет, в 66,4 % проживали супружеские пары, в 2,7 % проживали незамужние женщины и в 27,4 % домохозяйств проживали несемейные люди. 25,7 % домохозяйств состояли из одного человека, при том 15,0 % из — одиноких пожилых людей старше 65 лет. Средний размер домохозяйства — 2,42, а семьи — 2,88 человека.
23,4 % населения — младше 18 лет, 6,2 % — в возрасте от 18 до 24 лет, 22,0 % — от 25 до 44, 26,7 % — от 45 до 64, и 21,6 % — старше 65 лет. Средний возраст — 44 года. На каждые 100 женщин приходилось 111,6 мужчин.  На каждые 100 женщин старше 18 приходилось 102,9 мужчин.
Средний годовой доход домохозяйства составлял 34 375 долларов, а средний годовой доход семьи —  42 000 долларов. Средний доход мужчин —  21 818  долларов, в то время как у женщин — 24 000. Доход на душу населения составил 15 325 долларов. За чертой бедности находились 5,6 % семей и 12,9 % всего населения тауншипа, из которых 17,4 % младше 18 и 21,7 % старше 65 лет.